# Neoitamus rudis
Neoitamus rudis là một loài ruồi trong họ Asilidae. Neoitamus rudis được Walker miêu tả năm 1855. Loài này phân bố ở miền Australasia.